# Страбля
Стра́бля (пол. Strabla) — деревня в Бельском повете Подляского воеводства Польши. Входит в состав гмины Вышки. Находится примерно в 16 км к северо-западу от города Бельск-Подляски. По данным переписи 2011 года, в деревне проживало 570 человек.

## История
С 1569 года после заключения Люблинский унии деревня отошла в составе Южного Подляшья от Великого княжества Литовского к Королевству Польскому (Корона).
В 1617 году в деревне был построен первый костёл и дворянская усадьба, которая была перестроена в 1780-1785 годах в стиле позднего барокко. В 1779 году была построена колокольня.
Церковные и усадебные комплексы включены в список исторических памятников, охраняемых Подляским воеводством.

## Достопримечательности
- Колокольня (2-я половина XVIII века)
- Костёл Вознесения Господня
- Римско-католическое кладбище (1-я половина XIX века)
- Дворянская усадьба
- Парк с каналом
- Деревянный приход, построенный около 1920 года
- Колонна 1774 года на площади перед костёлом (называемая пограничной почтой), основанная старостой
- Могила участников январского восстания

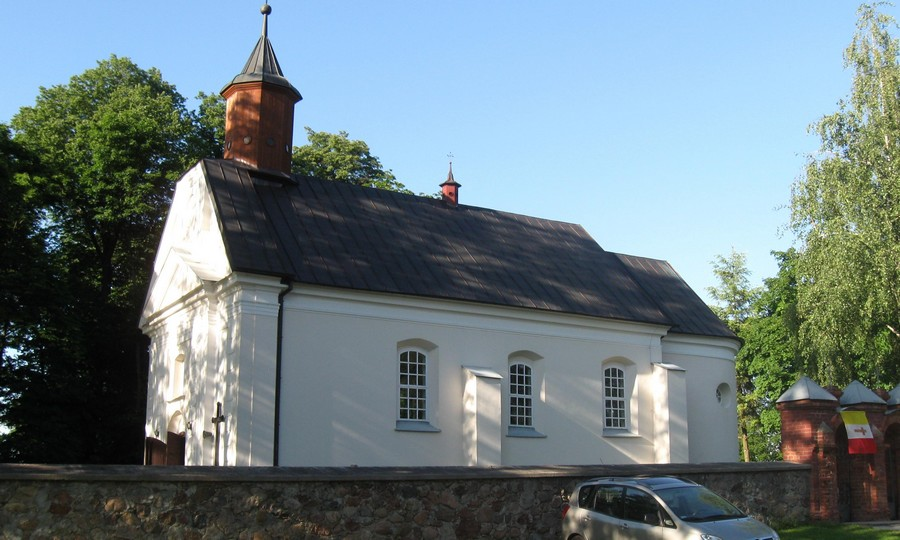
Костёл Вознесения Господня
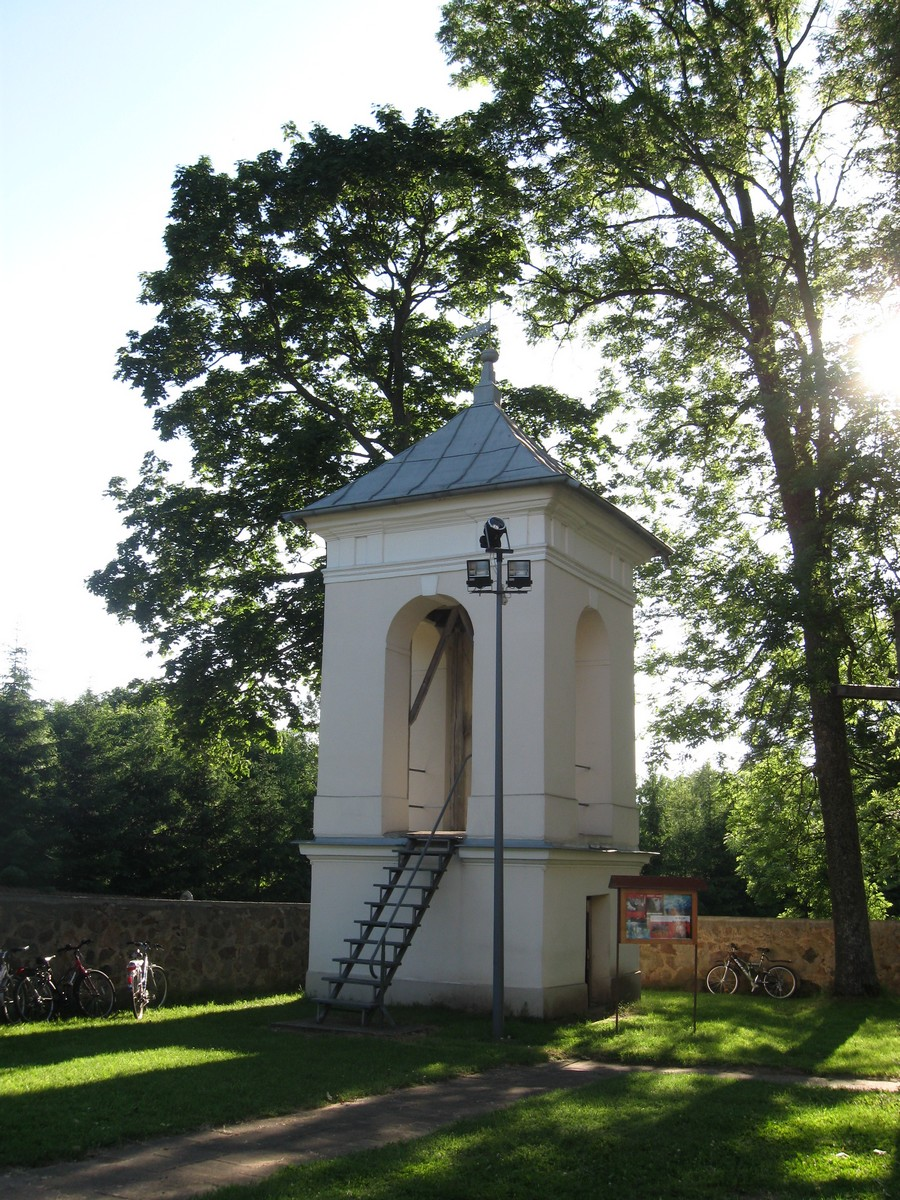
Колокольня
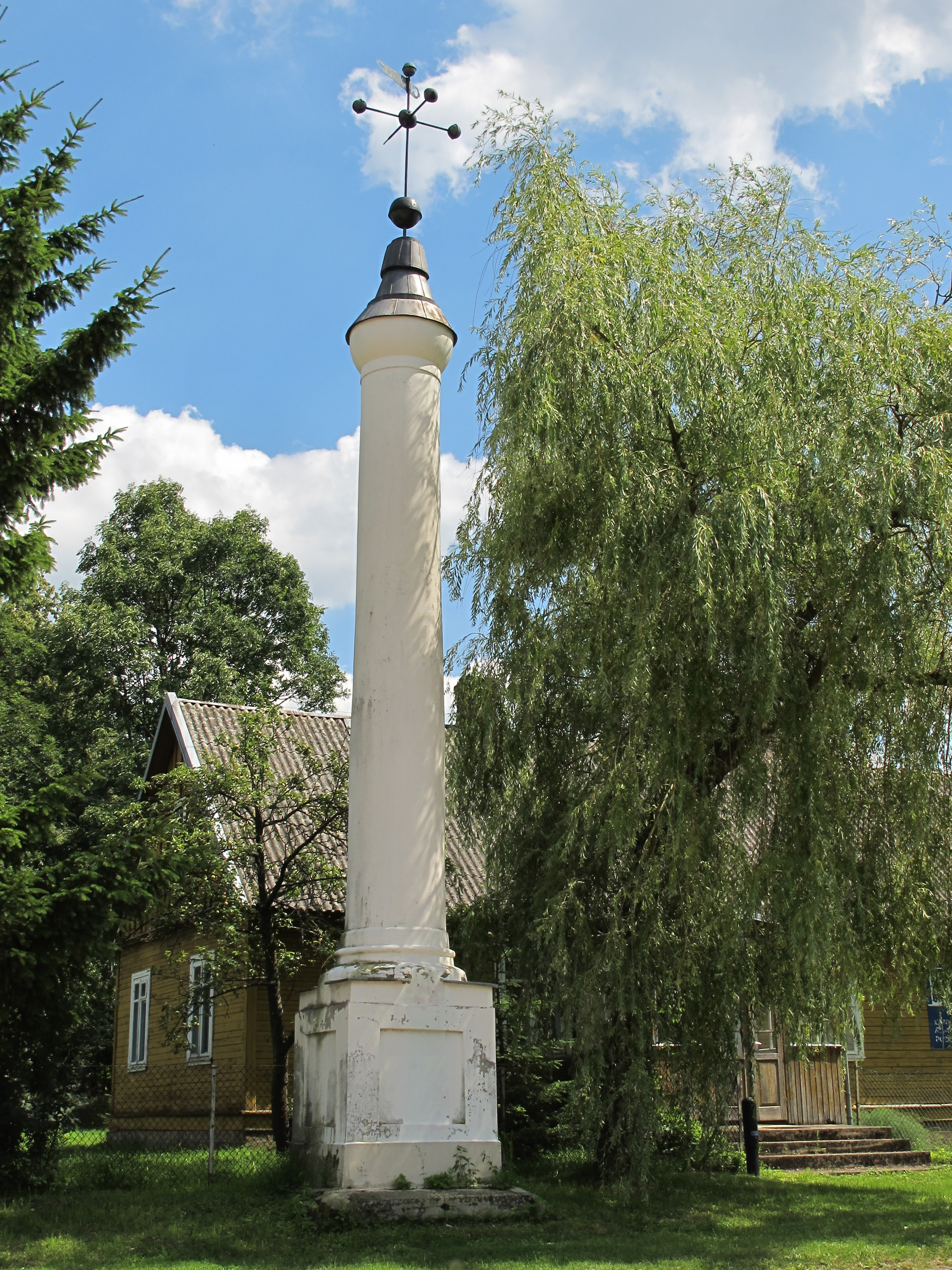
Колонна 1774 года
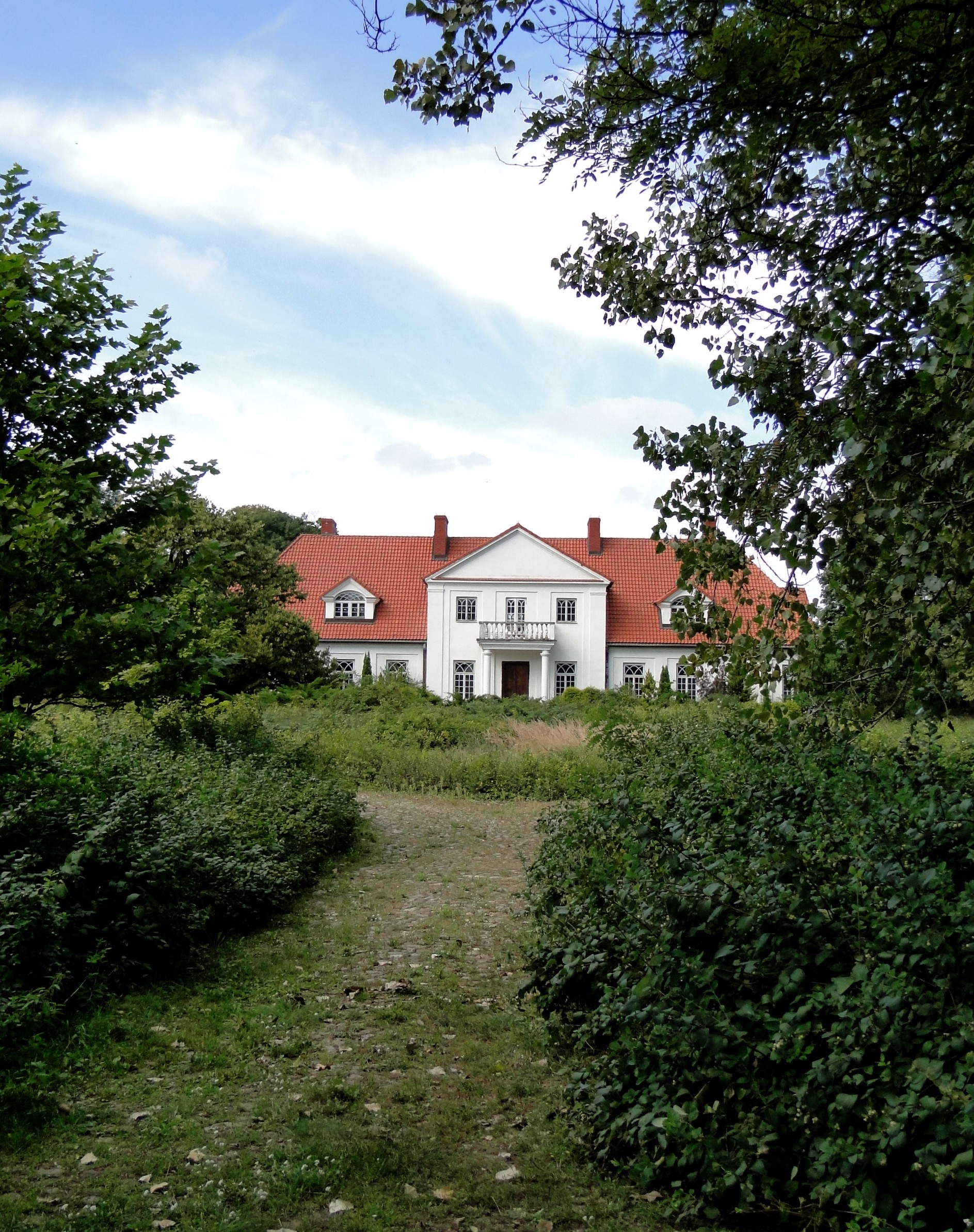
Дворянская усадьба
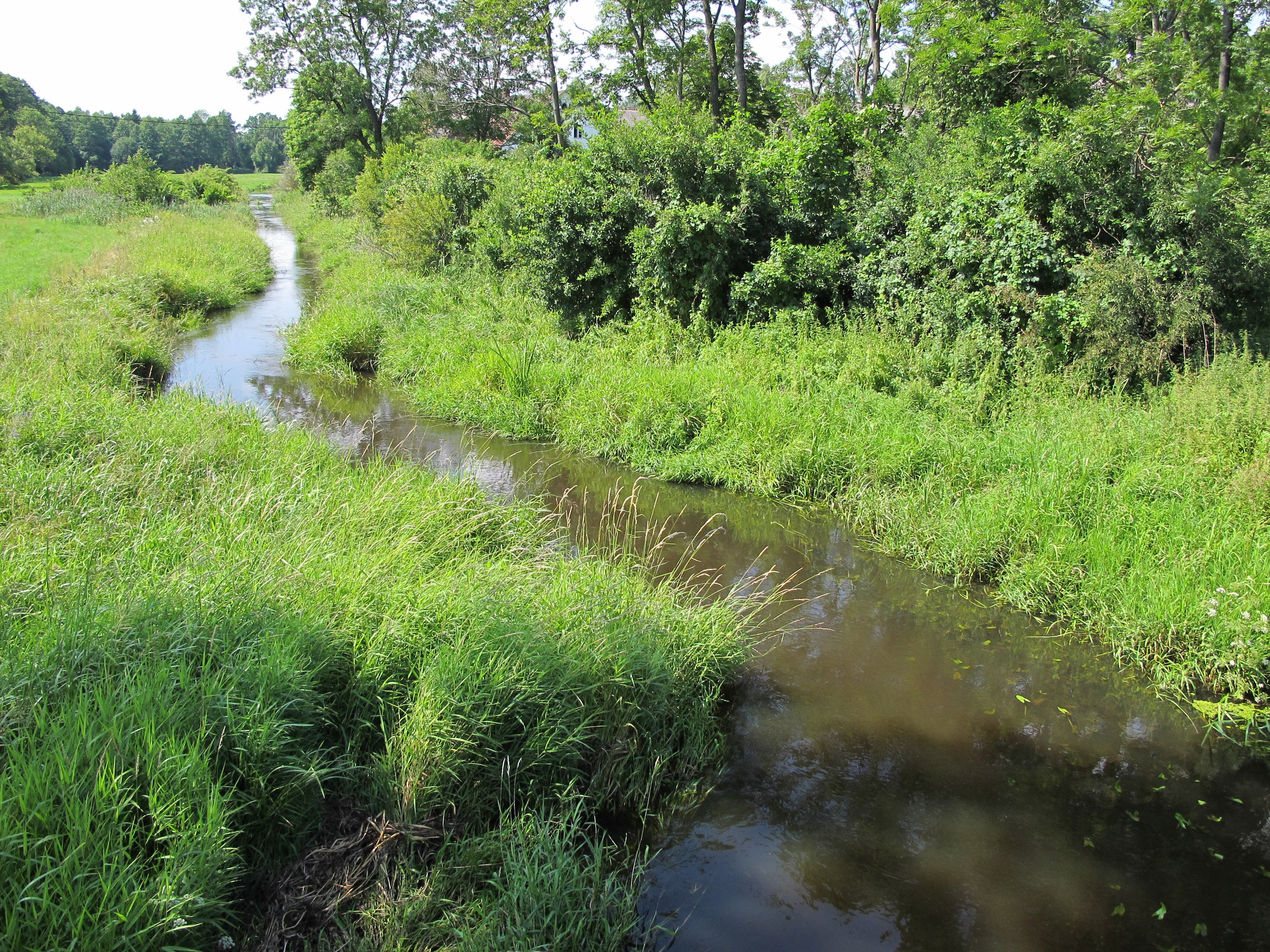
Парк с каналом
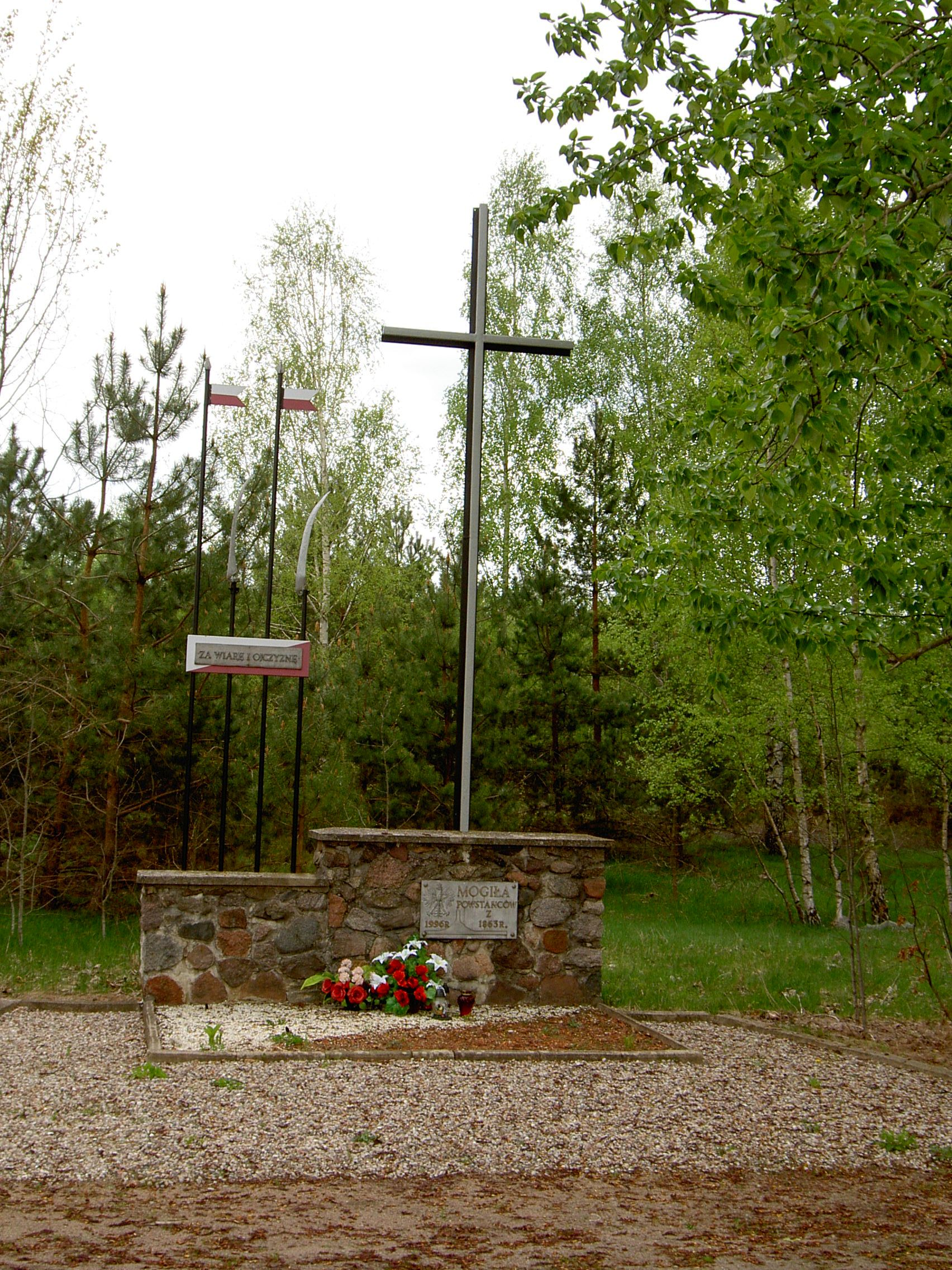
Могила участников январского восстания